# Kruté nebe
Kruté nebe (anglicky The Cruel Sky) je sci-fi povídka spisovatele Arthura C. Clarka, která vyšla v Československu ve sbírce Zpráva o třetí planetě z roku 1982 , a v ČR v povídkových sbírkách Devět miliard božích jmen (Baronet, 2002) a Zkazky z planety Země (Knižní klub, 1996 a Baronet, 1996, 2011 ).
V angličtině vyšla mj. ve sbírce The Wind from the Sun.
Clarke napsal tuto povídku v roce 1966, tedy v době, kdy pracoval na románu 2001: Vesmírná odysea. 
Krátký příběh se odehrává v pohoří Himálaj, které je již běžně dostupné turistům. Pokořit nejvyšší horu světa se vydává v doprovodu svého mladšího asistenta známý vědec, který bez pomoci v důsledku tělesného postižení neujde ani pár kroků.

## Obsah povídky
Doktor Jules Elwin je proslulým vědcem a ředitelem Kosmotechu. Narodil se v roce 1961 jako jedna z obětí aplikací thalidomidu – má velmi slabé spodní končetiny. S pomocí berlí ujde několik kroků, ale není schopen doopravdy chodit.
George Harper je mladý absolvent fakulty, jenž nastoupil do Kosmotechu sotva před několika měsíci. Když jednoho dne nese do pracovny ředitele speciální pořadač na spisy, upoutá jej plakát na jedné zdi. Je na něm panorama himálajských štítů. Dr. Elwin si všimne, že plakát mladého vědce zaujal a započne rozhovor, během nějž vyjde najevo, že Harper Himálaj v mládí navštívil. To podnítí ředitelovu zvědavost a táže se na detaily.
O tři roky později spolu tito dva muži stojí sotva 30 metrů od vrcholu Mount Everestu. Vydali se na noční túru a sebou mají revoluční technickou pomůcku – vynález dr. Elwina – levitátor. Tento přístroj dokáže nést váhu nákladu a v případě potřeby i osoby. V kritických situacích je schopen udržet člověka ve vzduchu a zabránit tak smrtelnému pádu do propasti. S pomocí tohoto přístroje bez problému postupují dál, nastavili si váhu na 25 procent, což je pohodlná hranice.
Docílí vrcholu a chvíli odpočívají. Při sestupu je překvapi blesková bouře, vítr je smete z trasy. Nemít levitátory, řítili by se ze skalního masivu. Okamžitě nastaví havarijní výkon, což znamená nulovou hmotnost. Vichr je žene proti skalní stěně Lhoce. Náraz by znamenal smrt nebo přinejmenším vážná zranění, což je v tvrdých podmínkách hor totéž. Vlivem aerodynamického efektu do stěny nenarazí, vítr je vynese vzhůru. Harper si uvědomí, že musí zastavit stoupání, neboť by se mohly dostavit problémy s dýcháním.
Noc přechází ve svítání a oba vědci s úžasem pozorují úchvatnou scenérii. Ne však moc dlouho, protože musí řešit ožehavý problém, vítr je unáší severovýchodním směrem do Číny a to by mohlo snížit jejich šance na záchranu. Musí urychleně přistát. Podaří se jim to v úzkém kaňonu. Při tvrdém přistání utrpí Harper otřes mozku a zlomí si žebro. Dr. Elwin, ačkoli je handicapován rozloží stan, vtáhne Harpera dovnitř, vybalí věci a nachystá jídlo. Když mladý muž procitne z bezvědomí, je večer a zjistí, že se nacházejí v nezáviděníhodné situaci. Nemohou si přivolat pomoc, jsou mimo dosah přijímače. Harper pociťuje zoufalství, sebeobviňování a vztek na ředitele, že se jím nechal zatáhnout do takového bláznivého dobrodružství. Přestane jej bolet hlava, trochu se mu uleví a i nálada se zlepší. Dr. Elwin se přichystá ke spánku. Harper přemítá, jak by mohli o sobě dát vědět. Třeba se mu za pár dní uleví natolik, že bude schopen letu. Případně by mohli použít jeden levitátor, na nějž by připnuli vysílačku, byť by to znamenalo jeho ztrátu. Zásob mají dost, možná by mohl letět dr. Elwin pro pomoc sám.
Z úvah jej vyruší šramot přicházející zvenčí. Něco se pohybuje kolem stanu. Ozve se zavrčení a zvuk kutálejících se prázdných plechovek. Harperovi vytane na mysli tajemný Yetti, co když horské legendy nelžou? Vzápětí uslyší elektrické bzučení následované vyděšeným řevem. Doktor už je vzhůru a vysvětluje svému společníku, že nechal oba levitátory venku – svázané dohromady.
Odpoledne je objeví záchranná helikoptéra. Napomohl tomu mrtvý leopard zamotaný do popruhů levitátorů ve výšce 27 km, jenž upoutal pozornost orbitálních meteorologických stanic.
Dr. Elwin svým vynálezem změní civilizaci, navrátí lidstvu svobodu dávno ztracenou v momentě, kdy první obojživelníci opustili svůj beztížný domov pod příkrovem vln.